# Pike (Town, New York)
Pike ist eine Town im Wyoming County des US-Bundesstaates New York. Das U.S. Census Bureau hat bei der Volkszählung 2020 eine Einwohnerzahl von 975 ermittelt.
Die Town of Pike liegt an der Südgrenze es Countys. Der gleichnamige Weiler liegt im Zentrum der Town.

## Geographie
Nach den Angaben des United States Census Bureau hat die Town eine Gesamtfläche von 80,8 km², wovon 80,5 km² auf Land und 0,3 km² (= 0,42 %) auf Gewässer entfallen.
Sie südliche Grenze der Town ist die Grenze zum Allegany County.

### Ortschaften innerhalb der Town of Pike
- East Koy – Weiler in der südöstlichen Ecke der Town
- Lamont – Weiler in der nordöstlichen Ecke der Town an der Route 39
- Pike – Census-designated place im Zentrum der Town
- Pike Five Corners – Weiler an der Route 39 im Nordwesten der Town
- Griffith Corners – Weiler im zentralen Osten der Town

## Geschichte
Die Town of Pike wurde 1818 gegründet, wobei ihre Fläche aus der heute im Livingston County liegenden Town of Nunda abgeteilt wurde. 1823 wurde aus einem Teil Pikes die neue Town of Eagle gebildet, und 1846 wurde ein Teil Pikes zur Bildung der Town of Genesee Falls verwendet.

## Demographie
Zum Zeitpunkt des United States Census 2000 bewohnten Pike 1086 Personen. Die Bevölkerungsdichte betrug 13,5 Personen pro km². Es gab 444 Wohneinheiten, durchschnittlich 5,5 pro km². Die Bevölkerung in Pike bestand zu 96,78 % aus Weißen, 0,28 % Schwarzen oder African American, 1,29 % Native American, 0,28 % Asian, 0 % Pacific Islander, 0,09 % gaben an, anderen Rassen anzugehören und 1,29 % nannten zwei oder mehr Rassen. 0,55 % der Bevölkerung erklärten, Hispanos oder Latinos jeglicher Rasse zu sein.
Die Bewohner Pikes verteilten sich auf 382 Haushalte, von denen in 38,0 % Kinder unter 18 Jahren lebten. 63,4 % der Haushalte stellten Verheiratete, 6,8 % hatten einen weiblichen Haushaltsvorstand ohne Ehemann und 25,7 % bildeten keine Familien. 19,9 % der Haushalte bestanden aus Einzelpersonen und in 9,2 % aller Haushalte lebte jemand im Alter von 65 Jahren oder mehr alleine. Die durchschnittliche Haushaltsgröße betrug 2,84 und die durchschnittliche Familiengröße 3,26 Personen.
Die Bevölkerung verteilte sich auf 29,6 % Minderjährige, 7,7 % 18–24-Jährige, 28,3 % 25–44-Jährige, 23,9 % 45–64-Jährige und 10,5 % im Alter von 65 Jahren oder mehr. Der Median des Alters betrug 36 Jahre. Auf jeweils 100 Frauen entfielen 100,0 Männer. Bei den über 18-Jährigen entfielen auf 100 Frauen 99,7 Männer.
Das mittlere Haushaltseinkommen in Pike betrug 37.328 US-Dollar und das mittlere Familieneinkommen erreichte die Höhe von 41.522 US-Dollar. Das Durchschnittseinkommen der Männer betrug 30.606 US-Dollar, gegenüber 20.813 US-Dollar bei den Frauen. Das Pro-Kopf-Einkommen belief sich auf 14.996 US-Dollar. 12,6 % der Bevölkerung und 7,0 % der Familien hatten ein Einkommen unterhalb der Armutsgrenze, davon waren 16,4 % der Minderjährigen und 4,7 % der Altersgruppe 65 Jahre und mehr betroffen.

## Nennenswerte Personen
- Wellington R. Burt, Industrieller, der Anfang des 20. Jahrhunderts zu den Reichsten Amerikas gehörte
- Hiram Bond Everest, Erfinder und Gründer von Mobil Oil.
- Calvin Fairbank, Abolitionist
- Luther C. Peck, Kongressman
- Greenleaf S. Van Gorder. Rechtsanwalt und New York State Senator
- Donald Van Slyke, Biochemiker

## Belege
1. ↑  Explore Census Data Total Population in Pike town, Wyoming County, New York. Abgerufen am 13. Februar 2023.
2. ↑  Annual Estimates of the Resident Population for Incorporated Places: April 1, 2010 to July 1, 2014. Abgerufen am 4. Juni 2015 (englisch).
3. ↑  Census of Population and Housing. Census.gov, abgerufen am 4. Juni 2015 (englisch).